# Famille Fall
 (février 2024).
Si vous disposez d'ouvrages ou d'articles de référence ou si vous connaissez des sites web de qualité traitant du thème abordé ici, merci de compléter l'article en donnant les références utiles à sa vérifiabilité et en les liant à la section « Notes et références ».

## Introduction
La famille Fall est l’une des anciennes familles nobles wolofs du Sénégal. Elle a compté parmi ses membres des Lamanes (chefs propriétaires terriens), des Damels (souverains du Cayor) et des Tègnes (souverains du Baol). 

## Histoire

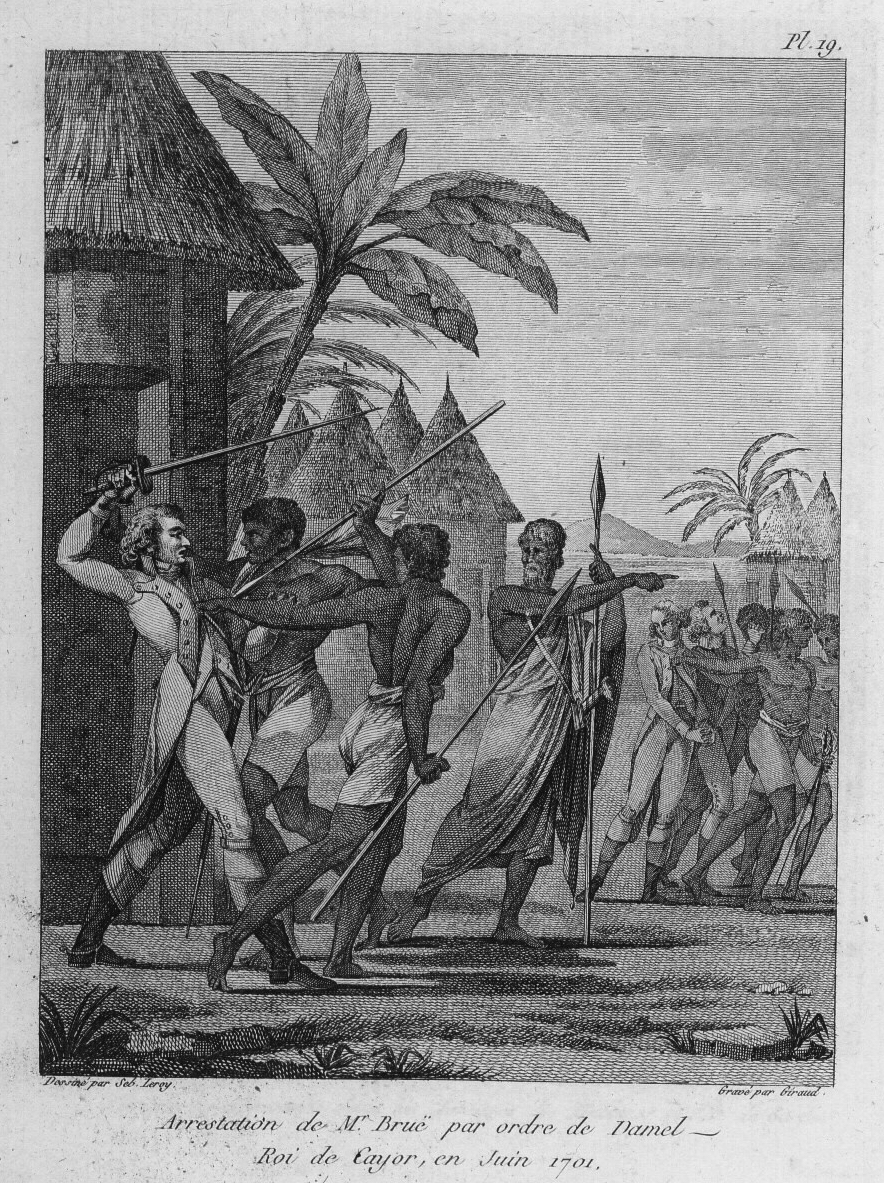
Arrestation de Mr Bruë par ordre du Damel Lat Soukabé Fall, roi de Cayor, en juin 1701

La Famille Fall est originaire du Royaume du Cayor dans l’actuelle région de Thiès. Si loin que l’on ait cherché, la première mention d’un membre de cette famille est Nioukh Fam à Palène-Dède et dont les fils auraient fondé Ndande, Risso, Palène-Pone, Gatègne…
Au XVIe siècle, son territoire était fédéré au sein du Djolof jusqu’à la révolte menée par Amary Ngone Sobel Fall, fils du Lamane du Cayor, qui mit fin à la vassalité des autres royaumes après sa victoire à la bataille de Danki en 1549. Ainsi elle devint entièrement la famille dirigeante du royaume du Cayor avec le Damel Déthiéfou Ndiogou, puis du Baol (du XVIe siècle au XIXe) lorsque Amary Ngone succéda à son père et son oncle maternel en portant les titres de Damel Tègne.
Elle a également participé dès 1450, aux nouvelles relations commerciales avec les puissances maritimes européennes, grâce au contrôle qu’elle avait sur le Cayor puis sur le Baol et a renforcé les traditions wolofs tiédos menacées par les influences européennes et arabo-berbères jusqu’au XIXe siècle.
Cependant une partie de la famille est liée aujourd’hui au mouridisme et a fondé un mouvement au sein de cette confrérie.

## Personnalités
- Déthié Fou Ndiougou Fall, premier Damel
- Amary Ngoné Sobel Fall, Damel-Tègne[10]
- Lat Soukabé Fall, Damel-Tègne[11]
- Massamba Tacko Fall, Tègne[2]
- Dawu Demba Fall, Damel[7],[12]
- Madior Fatim Golagne Fall, Damel[11]
- Meïssa Teinde Dior Fall, Damel[11]
- Birima Ngoné Latyr Fall, Damel[11]

- Samba Laobé Fall, Damel
- Yapsa Fall plus connu sous le nom de Cheikh Ibrahima Fall, religieux
- Kocc Barma Fall, philosophe[13]
- Ngoné Latyr Fall, Linguère du Cayor[14]

- Général Idrissa Fall, illustre officier qui a marqué l’histoire militaire du Sénégal à partir des années 60.

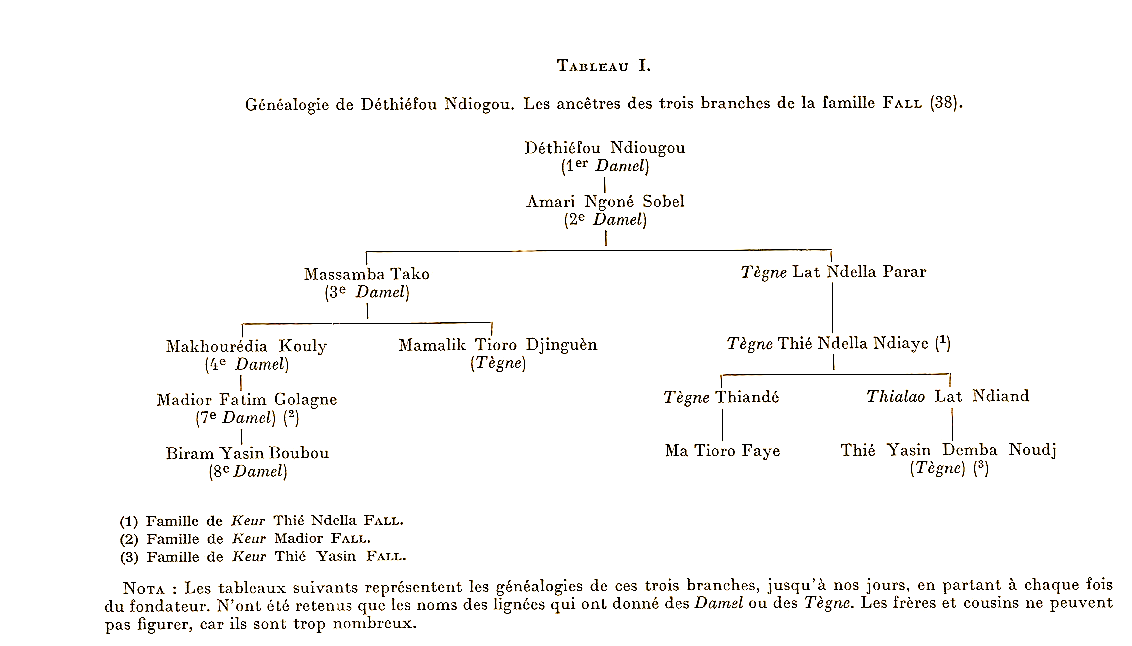
Tableau généalogique 1

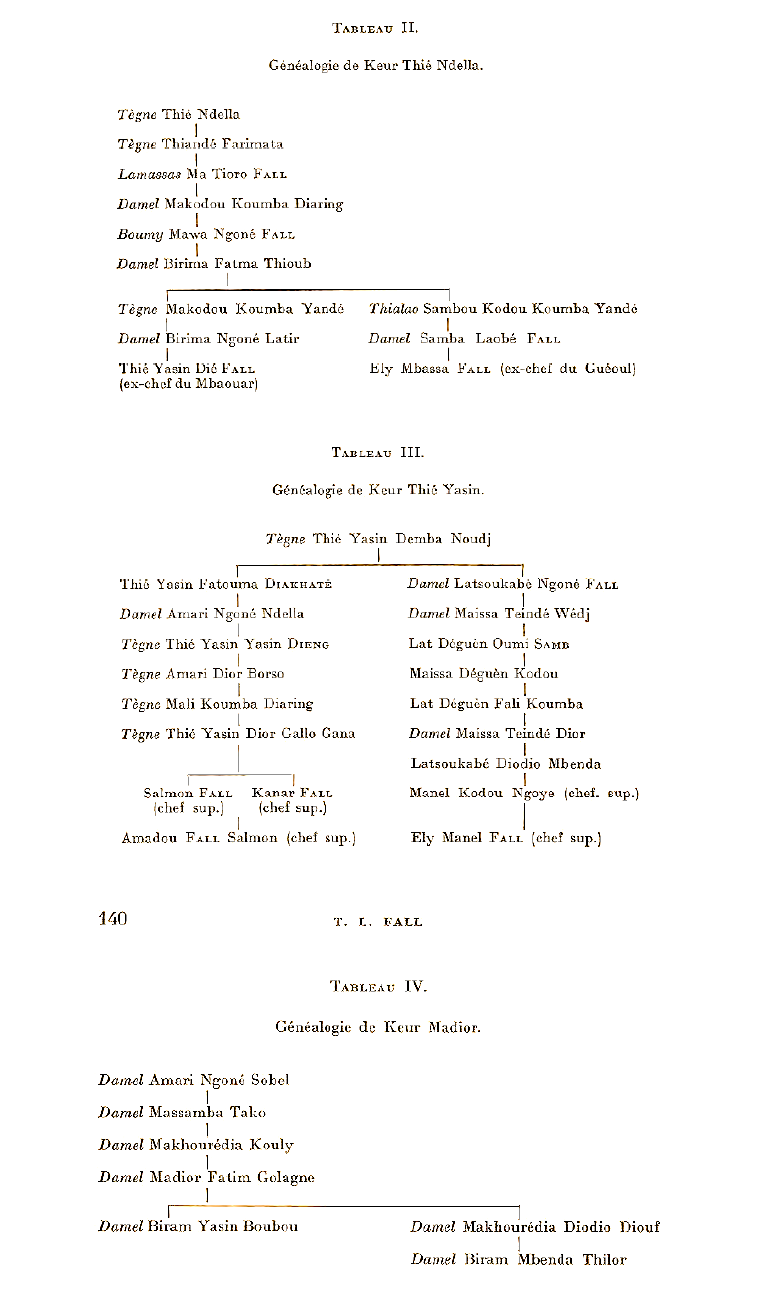
Tableau généalogique 2

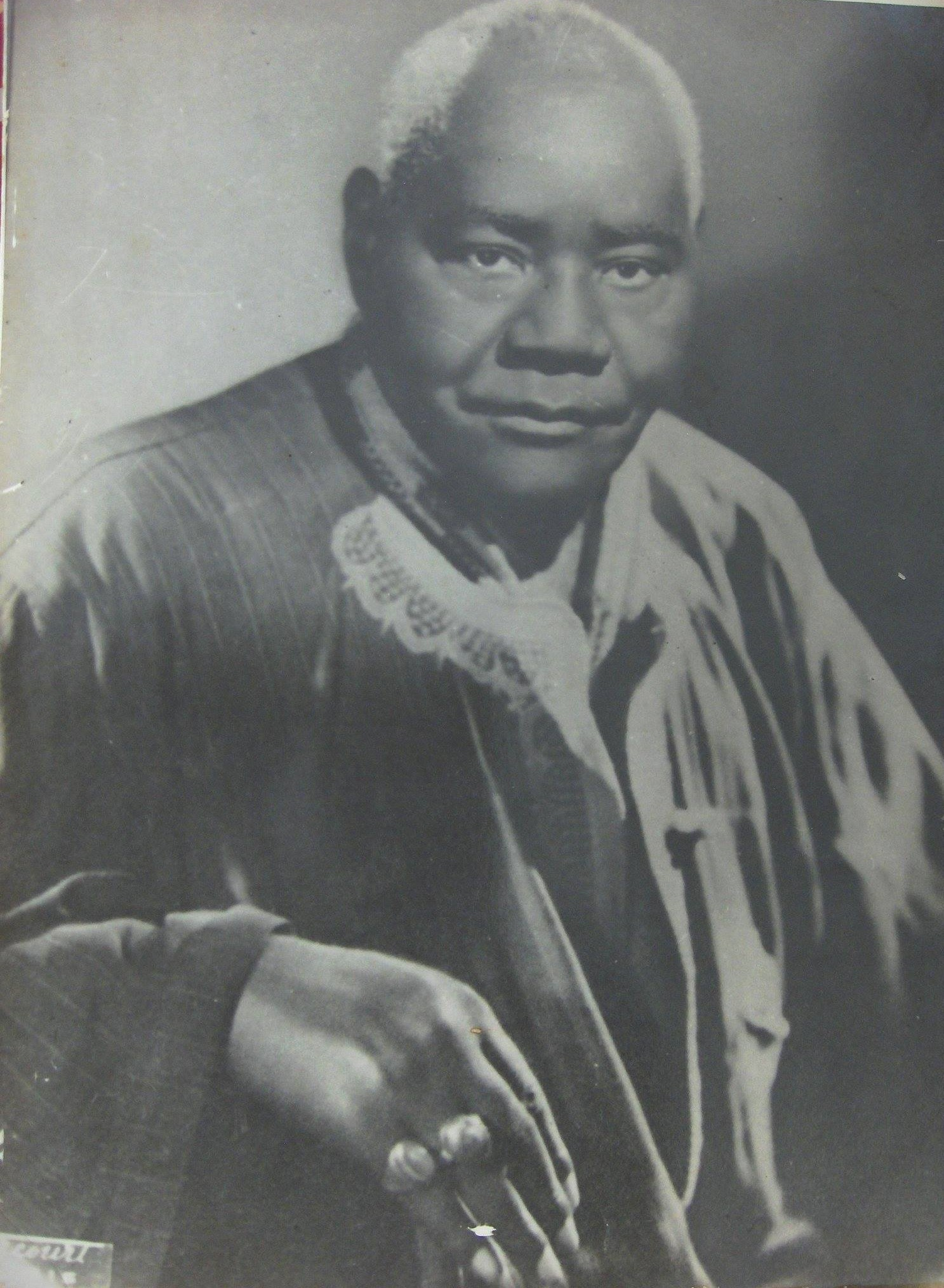
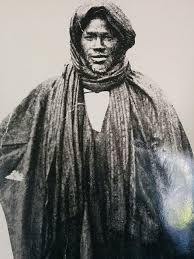

- Fichier:Ely_manel_fall.jpg
- Fichier:Cheikh_ibra_fall_tbd.jpg

## Pour approfondir